# Zalaegerszeg
Zalaegerszeg (ungerskt uttal: [ˈzɒlɒɛɡɛrsɛɡ] lyssna (fil), kroatiska: Jegersek, slovenska: Jageršek, tyska: Egersee) är en stad i provinsen Zala i västra Ungern, vid floden Zala. Staden är huvudort i provinsen Zala. Zalaegerszeg har 55 470 invånare (2021), på en yta av 102,46 km².

## Sport
I Zalaegerszeg avgjordes världsmästerskapen i orientering 1983.

### Fotboll
- Zalaegerszegi TE – fotbollsklubb.[3]
- ZTE Arena som har en publikkapacitet på 11 200 åskådare.